# Francesco Damiani
Francesco Damiani (Bagnacavallo, 4 de octubre de 1958) es un ex boxeador italiano. Fue el primer campeón de los pesos pesados de la Organización Mundial de Boxeo desde 1989 a 1991. 

## Inicios
En su etapa como amateur participó en los Juegos Olímpicos de Moscú de 1980, siendo eliminado en los cuartos de final. El año siguiente ganó el Campeonato Europeo Amateur, el cual repitió en 1983. En 1982, en el Campeonato Mundial Amateur en Múnich, derrotó a Teófilo Stevenson, pero perdió en la final. Nuevamente apareció en los Juegos Olímpicos de Los Ángeles 1984, donde consiguió la medalla de plata en la categoría de peso pesado.

## Carrera profesional
En su etapa profesional Damiani resultó imbatido en 27 peleas. Fue el 6 de mayo de 1989 que enfrentó al sudafricano Johnny DuPlooy para decidir el inédito título de la OMB en Siracusa, Italia, la que ganó por nocaut en el tercer asalto. En ese tiempo Mike Tyson era el único monarca reconocido en tal categoría. Con este boxeador no pudo concretar un encuentro debido a la reducida oferta monetaria que le fue propuesta. 
El 11 de enero de 1991 perdió el cetro en la segunda fase de su defensa frente a Ray Mercer, en Atlantic City. Aun cuando iba adelante en el puntaje de los jueces, fue vapuleado por Mercer en el noveno asalto y, con su nariz fracturada, fue noqueado tras la cuenta de diez segundos del referí. Ese mismo año tenía que enfrentar a Evander Holyfield en reemplazo de Mike Tyson, pero una lesión en el tobillo lo impidió una semana antes. Su última pelea profesional fue el 23 de abril de 1993 cuando perdió frente a Oliver McCall por nocaut técnico.